# 코코 (대한민국의 음악 그룹)
코코는 대한민국의 음악 그룹이다. DSP에서 배출한 최초의 걸그룹이다. 당시 그룹 1730 출신인 가수 겸 배우 이혜영과 음악 그룹 잼의 멤버였던 윤현숙이 결성한 2인조 음악 그룹으로 1994년 결성돼 〈그리움으로 지는 너〉등을 발표 어느정도 인기를 얻었다. 그러나 2집을 발표한 뒤 1995년 해체되었으며 임상아가 해당 그룹 멤버 제안을 받았지만 고사했다.

## 앨범
- 1집 《그리움으로 지는 너》(1994년)
- 2집 《그 느낌 속의 너》(1994년)

## 멤버
- 이혜영
- 윤현숙

1. ↑  정안지 (2021년 3월 4일). “임상아 "리한나·브룩 쉴즈, 셀럽 손님"→이진호 "이용진, SM에 내가 추천" (라스) [종합]”. 스포츠조선. 2024년 7월 1일에 확인함.